# 日本臨床衛生検査技師会
一般社団法人日本臨床衛生検査技師会（にほんりんしょうえいせいけんさぎしかい）は、臨床検査技師、衛生検査技師によって構成される業界団体。臨床検査、衛生検査に関する出版物（月刊誌「医学検査」、臨床検査専門書籍）の刊行、日臨技精度保障（精度管理事業）、無料職業紹介事業（臨床・衛生検査技師）などを実施している。臨床検査技師、衛生検査技師は強制的に加盟する必要はない。以前は厚生労働省医政局総務課所管の社団法人であったが、公益法人制度改革に伴い一般社団法人へ移行した。

## 組織
- 設立：1952年（昭和27年）
- 法人化：1962年（昭和37年）
- 所在地：東京都大田区大森北4-10-7

## 会長
臨床検査技師会の会長は直接選挙制度をとっており、任期は二年である。2012年より6期務める現会長の宮島喜文は長野県立木曽病院顧問、元副院長、元技術医療部長であり日本臨床検査技師連盟顧問である。